# Ulrich Karger

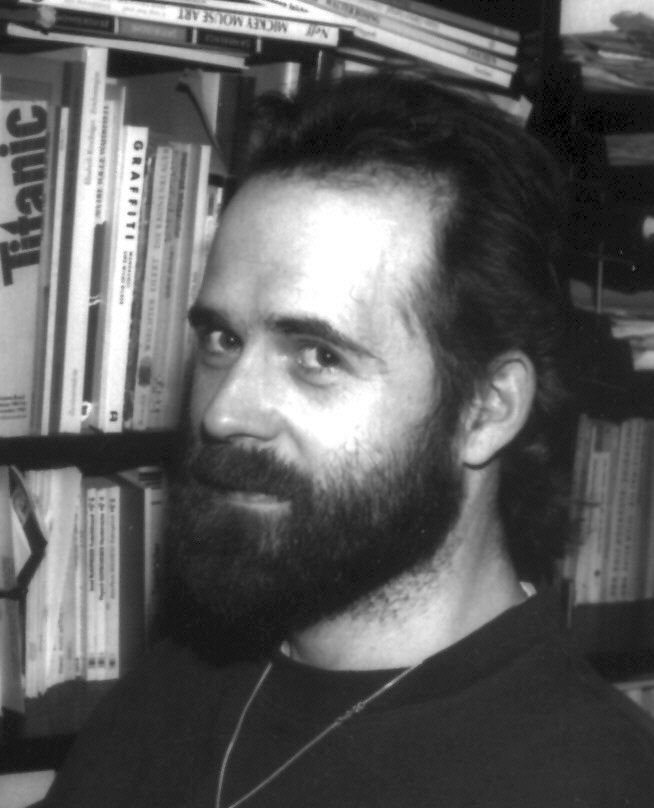
Ulrich Karger

Ulrich Karger (Berchtesgaden, 3 de febrero de 1957) escritor y maestro alemán.

## Obras

### Poesía y prosa
- Zeitlese, 1982
- Gemischte Gefühle, 1985, ISBN 3-925122-00-1
- Verquer, 1990, ISBN 3-900959-02-1, 2013, ISBN 978-1-4849-6221-3 (Libro electrónico: EAN/ISBN 978-3-8476-2601-5).
- Mitlesebuch Nr.26, 1997
- KopfSteinPflasterEchos, 1999, ISBN 3-932325-56-7
- Kindskopf – Eine Heimsuchung[3] (novela corta o variación de libro de Jonás), 2002, ISBN 3-928832-12-3; e-book 2012. EAN 978-3-8448-3165-8
- Vom Uhrsprung und anderen Merkwürdigkeiten, 2010, ISBN 978-3-8391-6942-1 (Libro electrónico: EAN/ISBN 978-3-8391-5986-6)
- Herr Wolf kam nie nach Berchtesgaden  - Ein Gedankenspiel in Wort und Bild. Sátira y pintura ciclo, 2012, ISBN 978-3-8482-1375-7.

### Libros juveniles
- Familie Habakuk und die Ordumok-Gesellschaft, 1993, ISBN 3-414-83534-7
- Dicke Luft in Halbundhalb 1994, ISBN 3-414-83602-5, nueva edición 2011, ISBN 978-3-8391-6460-0
- Homer: Die Odyssee[4] (narración) 1996, ISBN 3-429-01809-9, nueva edición 2004, ISBN 3-12-262460-5
- Geisterstunde im Kindergarten 2002, ISBN 3-314-01151-2

### Editor de
- Briefe von Kemal Kurt (1947−2002) − mit Kommentaren, Nachrufen und Rezensionen, Libro de bolsillo 2013, ISBN 978-1-4818-7999-6 (Libro electrónico: EAN/ISBN 978-3-8476-2863-7)
- Bücherwurm trifft Leseratte – Geschichten, Bilder und Reime für Kinder. Autores: Gabriele Beyerlein, Thomas Fuchs, Ulrich Karger, Manfred Schlüter, Christa Zeuch. Ilustraciones: Manfred Schlüter. Libro de bolsillo, 2013, ISBN 978-3-7322-4393-8 (eBook: EAN/ISBN 978-3-8423-5333-6).